# Tõrise
Koordinaten: 58° 27′ N, 22° 29′ O
Tõrise (deutsch Terris) ist ein Dorf (estnisch küla) auf der größten estnischen Insel Saaremaa. Es gehört zur Landgemeinde Saaremaa (bis 2017: Landgemeinde Lääne-Saare) im Kreis Saare.

## Einwohnerschaft und Lage
Das Dorf hat 28 Einwohner (Stand 1. Januar 2016). Seine Fläche beträgt 12,98 km².
Etwa 100 Meter nördlich liegt das gleichnamige Gewässer Tõrise järv.
Der Ort liegt 22 Kilometer nördlich der Inselhauptstadt Kuressaare. Er wurde erstmals 1592 urkundlich erwähnt.

## Schatzfund
1999 wurde in Tõrise ein Silberschatz gefunden. Es handelt sich um knapp 3000 Münzen vom Ende des 16. und Beginn des 17. Jahrhunderts.